# Bajorai (Rokiškis)
Bajorai è una città del distretto di Rokiškis della contea di Panevėžys, nel nord-est della Lituania. Secondo un censimento del 2011, la popolazione ammonta a 592 abitanti. Con il termine Bajorai si indicano anche altri insediamenti del Paese: tra i principali, uno nella contea di Vilnius e uno nella contea di Kaunas. 
Vi ha sede l’eliporto di Rokiškis, localizzata 3 km a nord. Un altro centro vicino è Juodupė a ovest.

## Storia
L’insediamento si è sviluppato solo nel XX secolo, quindi ha una storia molto recente. È menzionato nel 1952 per la costruzione di un’azienda agricola che si occupava di polli: qualche anno dopo, sono state costruite anche una Casa della cultura (1964) e una biblioteca (1972) e una scuola elementare (1990).